# 旧县镇 (古县)
旧县镇，是中华人民共和国山西省临汾市古县下辖的一个乡镇级行政单位。

## 行政区划
旧县镇下辖以下地区：
旧县村、安里村、钱家峪村、红寨村、孔家垣村、西庄村、韩村村、小曲村、西堡村、尧店村、并侯村、秦王庙村和皂角沟村。